# Llibre d'Armagh
El Llibre d'Armagh (a la Biblioteca del Trinity College de Dublín, MS 52) és un manuscrit irlandès del segle ix. També se'l coneix com a Cànon de Patrici o Líber Ar(d)machanus. Conté alguns dels més antics exemples de gaèlic escrit.

## Història
Es creu que el manuscrit pertangué a sant Patrici i que, almenys parcialment, era obra de la seva pròpia mà. Les recerques han determinat que una part, si no tot, del manuscrit fou obra d'un copista anomenat Ferdomnach d'Armagh (mort el 845 o el 846), que escriuria la primera part del llibre, el 807 o 808.
La gent de la Irlanda medieval donava un gran valor a aquest manuscrit. Era un dels símbols de l'arquebisbat d'Armagh. La custòdia del llibre era un càrrec important que va acabar heretant-se al si familiar MacMoyre. Va romandre a mans d'aquesta família fins a finals del segle xvii. El 1707 passà a la família Brownlow de Lurgan. Va romandre en aquesta família fins al 1853, quan el vengueren a un antiquari irlandès, el Dr. Reeves. En aquest mateix any, Reeves el va vendre al primacial anglicà d'Irlanda, que el presentà al Trinity College de Dublín.

## Descripció
Consta de 221 folis de pergamí. Fa 19,4 per 14,4 cm. El text està escrit a doble columna, amb una delicada escriptura insular. El manuscrit conté quatre miniatures, una amb els símbols dels quatre evangelistes. Algunes lletres es van acolorir en vermell, groc, verd o negre. El manuscrit és dins d'una funda de cuir, que es creu és de gran antiguitat.
El manuscrit conté importants texts primitius referits a sant Patrici. Entre aquests es troben dues Vides de sant Patrici, una redactada per Muirchu moccu Machtheni i una altra per Tirechan. Tots dos texts es van escriure al segle VII. El manuscrit conté també altres treballs diversos sobre sant Patrici, com el Liber Angueli (o Llibre de l'Àngel), en què un àngel atorga al sant els drets de primat d'Armagh. Alguns d'aquests texts estan escrits en gaèlic i són la més antiga mostra de narrativa en prosa en aquesta llengua. Els únics texts en irlandès antic més antics són alguns fragments de glosses trobats en manuscrits del continent europeu.
El manuscrit conté parts significatives del Nou Testament: les  Epístoles de Pau de Tars, l'Epístola de Jaume, sant Pere, Joan i l'Epístola de Judes, el Llibre de l'Apocalipsi, i els evangelis de Mateu, Marc, Lluc i l'Evangeli segons Joan. També hi ha texts introductoris de les epístoles de Pau (la majoria escrites per Pelagi), les Taules Canòniques d'Eusebi de Cesarea, i la carta de Jeroni d'Estridó al papa Damas I. El manuscrit acaba amb la Vida de sant Martí de Tours, de Sulpici Sever. Els texts del Nou Testament estan basats en la Vulgata, encara que amb les variacions característiques dels texts insulars.